# Vale todo
 (срп. Вреди све) бразилско-америчка је теленовела, продукцијске куће Телемундо, снимана у копродукцији са Глобом 2002. у Бразилу.

## Синопсис
Љубав једне мајке биће јача од суровости, амбиције и неискрености њене ћерке. Заслепљена осећајем кривице и урођене љубави, она ће се свим снагама борити како би повратила своју ћерку, и у тој борби наилази на праву љубав.
Ракел је разведена, једноставна и поштена жена која је проживела практично цео свој живот са својим оцем Салвадором у малом граду у близини Рија. Тамо је напорно радила како би своју ћерку, Марију де Фатиму, изгурала напред. Међутим, даноноћни рад ју је спречавао да својој ћерки посвети онолико времена колико је желела, и осећај кривице је спречава да схвати у шта се претворила њена, сада већ одрасла, кћерка: девојка пуна хирова, заинтересована и спремна да уради било шта како би задовољила своје амбиције, чак и негирати своју породицу.
Прича компликује када Салвадор, који је преписао породичну кућу на име своје унуке Марије де Фатиме, умире од срчаног напада приликом једне препирке са њом. Након тога, Марија де Фатима очајна од жеље да изађе из родног градића и крене у потрагу за фамом и обећаном љубављу, одлучује да прода кућу и тако пуних руку отишла у Ријо де Женејро. Оставља своју мајку на улици, без трунке покајања и гриже савести.
Након свега тога и због ужасног предосећаја да је Марија де Фатима у опасности, Ракел одлази у потрагу за својом ћерком. Тамо упознаје Ивана, човека у кога се лудо заљуби и са којим отпочиње страствену, но и и те како компликовану, везу. Наиме, обоје су незапослени, она је у потрази за ћерком и нема где да оде, а он разведен и са проблематичним сином тинејџерског узраста. Да ли вреди оставити све ради љубави? У рату и у љубави све је дозвољено.

## Улоге
| Глумац:                    | Улога:            |
| -------------------------- | ----------------- |
| Итати Канторал             | Ракел             |
| Дијего Бертие              | Иван Мејделас     |
| Хавијер Гомез              | Марко Аурелио     |
| Ана Клаудија Таланкон      | Марија де Фатима  |
| Сули Монтеро               | Лукресија Ројтман |
| Антонијо Фагундес          | Салвадор          |
| Роберто Матеос             | Рубен             |
| Херман Барјос              | Октавио           |
| Енрике Борха               | Родолфо           |
| Алехандра Бореро           | Елена Ројтман     |
| Карлос Кабаљеро            | Марио             |
| Марисол Калеро             | Мерседес          |
| Рикардо Чавез              | Фелипе            |
| Агмет Ескаф                | Алфонсо           |
| Росана Фернандез Малдонадо | Беатриз           |
| Хосе Луис Франко           | Ренато            |
| Алберто Гера               | Бруно             |
| Хотан Фернандез            | Пабло             |
| Консуело Лузардо           | Селина            |
| Сантијаго Магил            | Сантијаго         |
| Пауло Кеведо               | Сесар             |
| Карла Родригез             | Фернанда          |
| Хулијо Родригез            | Еухенијо          |
| Надија Ровински            | Алејда            |
| Вероника Теран             | Марија Хосе       |
| Елена Толедо               | Исабел            |
| Патрисија Валдес           | Долорес           |
| Беатриз Васкез             | Лејла             |
| Хорхе Еспиндола            | Хуан              |